# Agudelle
Agudelle is een gemeente in het Franse departement Charente-Maritime (regio Nouvelle-Aquitaine) en telt 108 inwoners (2009). De plaats maakt deel uit van het arrondissement Jonzac.

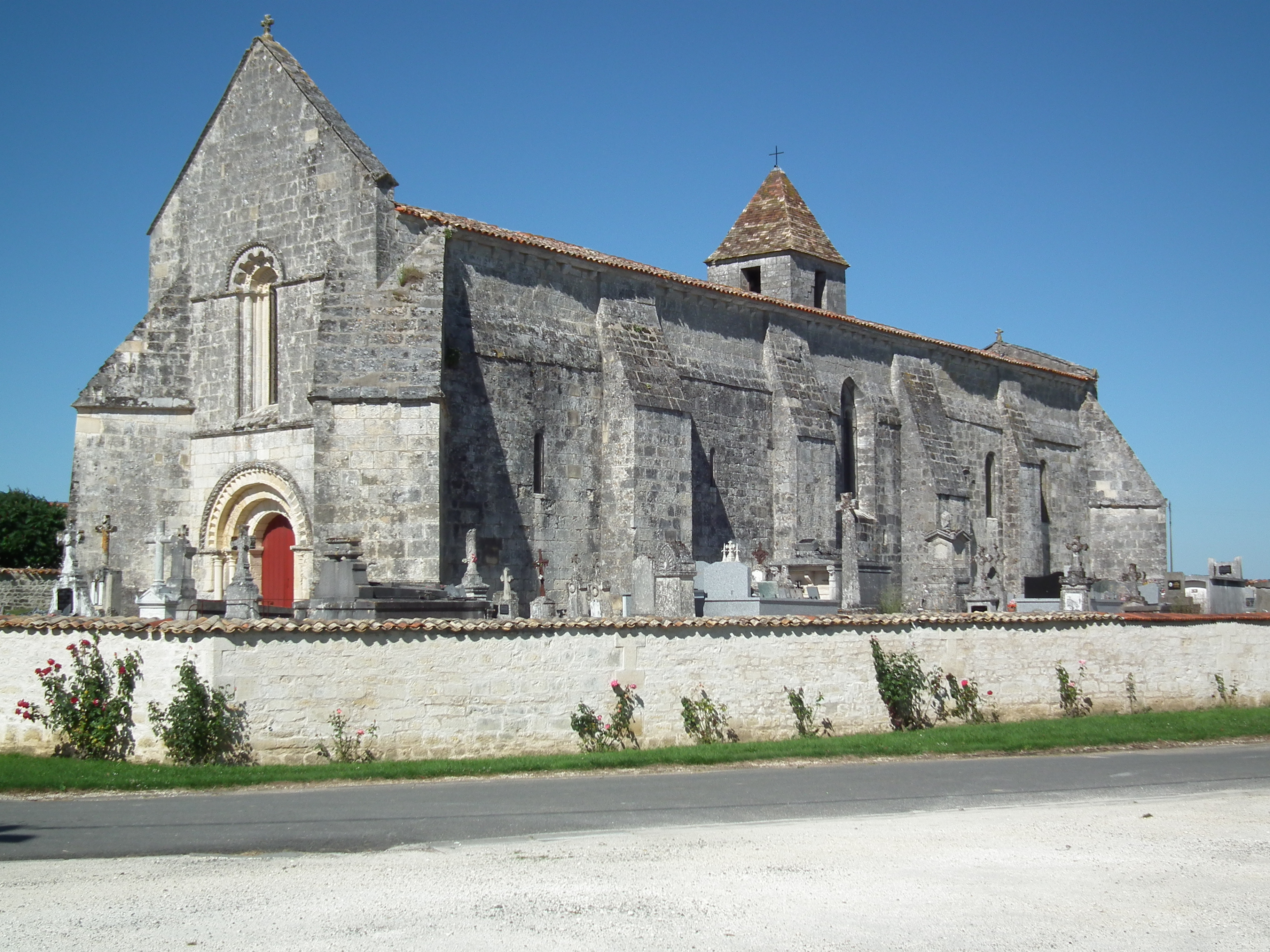
Kerk van Agudelle
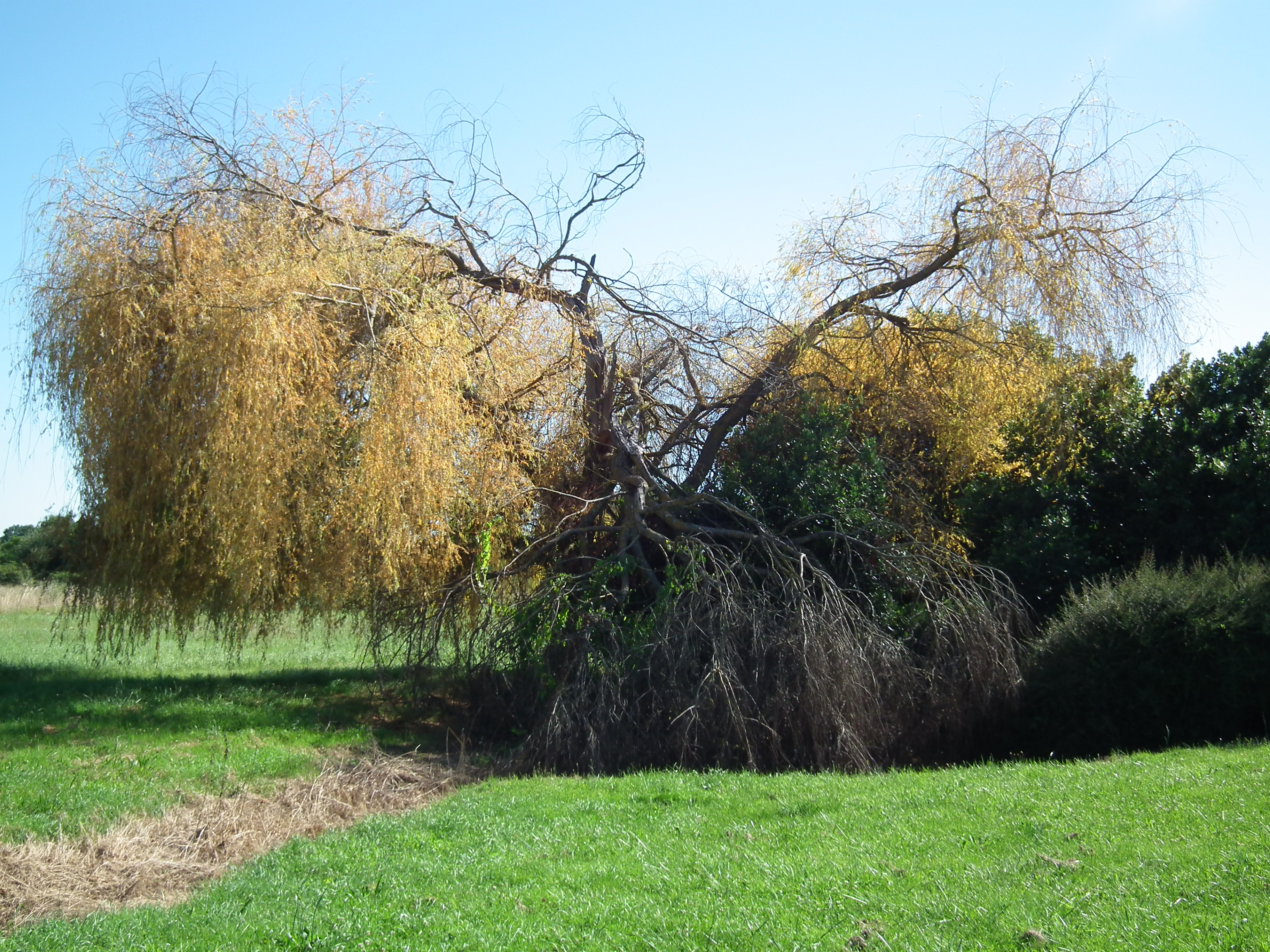
Omgeving van Agudelle

## Geografie
De oppervlakte van Agudelle bedraagt 5,5 km², de bevolkingsdichtheid is dus 19,6 inwoners per km².
De onderstaande kaart toont de ligging van Agudelle met de belangrijkste infrastructuur en aangrenzende gemeenten.

## Demografie
Onderstaande figuur toont het verloop van het inwonertal (bron: INSEE-tellingen).